# LG G3
LG G3 (codice D855) è uno smartphone top di gamma prodotto da LG Electronics successore di G2 e predecessore di LG G4. Viene presentato ufficialmente il 27 maggio 2014. È stato commercializzato in Corea del Sud il 28 maggio 2014. In Italia è uscito il 26 giugno 2014 in due versioni: una da 16GB e 2GB RAM a 599€, l'altra da 32GB e 3GB RAM a 649€. Possiede la versione di Android 4.4.2 Kitkat e display Quad-HD. LG G3 è disponibile in sei diverse colorazioni (Metallic Black, Silk White, Shine Gold, Moon Violet, Burgundy Red, Blue Steel). Dal settembre 2014 è disponibile anche la versione ridotta LG G3s (codice D722 detta "small" o "beat") che, pur riprendendo il design del G3 D855 presenta caratteristiche tecniche inferiori.

## Caratteristiche tecniche

### Hardware[1][5]
LG G3 ha un display True HD IPS LCD da 5,5 pollici con risoluzione QHD (1440 x 2560 pixel) e densità pari a 534 ppi, secondo LG paragonabile alla stampa di libri fotografici. Il display di G3 è affiancato da un SoC Qualcomm Snapdragon 801 (modello MSM8975AC) che include un processore quad-core clockato a 2.5 Ghz e una GPU Adreno 330. La dotazione di RAM del dispositivo varia dai 2GB del modello con 16GB di memoria interna ai 3GB del modello con 32GB; ad accomunare entrambe le versioni troviamo uno slot per schede MicroSD fino a 128GB di capienza complessiva. A livello di connettività lo smartphone offre pieno supporto a tutti gli standard più diffusi, compresi Bluetooth 4.0, Wi-Fi 802.11 ac, NFC e infrarossi. La fotocamera posteriore di G3 monta un sensore da 13 Megapixel con stabilizzatore ottico dell'immagine in grado di registrare video in Ultra HD e slow motion, affiancato da un flash dual-LED e da un laser che misura la distanza dall'oggetto della foto per migliorare l'autofocus. La fotocamera anteriore invece monta un sensore da 2,1 Megapixel con angolo di visione di 77 gradi.

### Design[5]e software[1][5]
LG G3 ha una scocca in policarbonato di aspetto simile al metallo, antigraffio ed oleofobica (ma non resistente all'acqua). Il rivestimento in plastica consente allo smartphone di limitare il suo peso complessivo, che si attesta sui 145 grammi. Le dimensioni di G3 sono pari a 146.3 millimetri di lunghezza, 74,6 millimetri di larghezza e soli 8,9 millimetri di spessore. Il dispositivo monta una batteria rimovibile da 3.000 mAh con ricarica wireless. Il sistema operativo in dotazione a LG G3 è Android 4.4.2 KitKat con interfaccia utente Optimus UI, riprogettata per includere nuove funzionalità. Ad accompagnare il SO ci sono diverse app preinstallate di LG. La tastiera virtuale del device può essere regolata in altezza e dimensioni per adattarla alle proprie esigenze. A settembre 2017 LG annuncia che il dispositivo non riceverà più gli update con le patch di sicurezza , insieme a LG G4, LG G4 Stylus e LG Stylo.